# 邓涵文
邓涵文（1995年1月8日—），重庆市人，中华人民共和国足球运动员，司职后卫，效力于中国足球超级联赛球队武漢三鎮。

## 俱乐部生涯
邓涵文出自重庆江南小学，学校具有足球传统。之后，他加盟王波的陕西浐灞梯队。2011年，中国足协与500.com合作发起“中国足协500.com星计划”，选派中国年轻球员赴葡萄牙训练，邓涵文被选中，进入葡萄牙足球锦标联赛皇家体育俱乐部梯队。
2014年，贵州人和梯队将一些球员租借给中国足球乙级联赛球队太原中优嘉怡，邓涵文名列其中。他帮助球队升入中甲。之后太原中优嘉怡改名呼和浩特中优，邓涵文成为呼和浩特中优球员。效力呼和浩特中优（及前身太原中优嘉怡）期间，邓涵文是球队主力。
2017赛季，邓涵文转会加盟另一支中甲球队北京人和，登场25次，贡献1粒进球3次助攻，夺得2017赛季中甲亚军，成功衝超。
2017年12月24日，中超球队广州恒大宣布邓涵文加盟。作为转会条件之一，恒大球员刘健转会北京人和。

## 国家队生涯
邓涵文曾先后入选中国U19、U22国家队。2016年12月，邓涵文被补充征调入中国国家足球队，这是他首次入选成年国家队。这次集训的目的是备战2017年1月的中国杯比赛，主教练里皮没有招入很多强队球员，召集了很多新人。
2017年6月7日，中国国家队与菲律宾国家队进行了一场国际友谊赛，在这场比赛中，邓涵文下半场替补出场，发挥出色，打进了两粒精彩的进球。